# Homalothecium gracillimum
Homalothecium gracillimum är en bladmossart som beskrevs av Hugh Neville Dixon och Potier de la Varde 1930. Homalothecium gracillimum ingår i släktet lockmossor, och familjen Brachytheciaceae. Inga underarter finns listade i Catalogue of Life.